# توماس جوناثان بوريل
توماس جوناثان بوريل (بالإنجليزية: Thomas Jonathan Burrill)‏ هو عالم نبات أمريكي، ولد في 25 أبريل 1839 في بيتسفيلد في الولايات المتحدة، وتوفي في 14 أبريل 1916.